# Маттерхорн-Пик (Калифорния)
Ма́ттерхорн-Пик (англ. Matterhorn Peak) — гора в Сьерра-Неваде, в западной части штата Калифорния, США, на северной границе национального парка Йосемити.
Её высота — 3 743 метра над уровнем моря. Является наивысшей вершиной в горном хребте альпийского типа Сотут-Ридж (англ. Sawtooth Ridge, букв. «гребень Зуб пилы») и самой северной вершиной выше 3 700 м в Сьерра-Неваде.
Ледниковая система пика входит в самую северную часть оледенения Сьерра-Невады.
Пик получил своё название в честь альпийской вершины Маттерхорн.

## Альпинизм
Подъём на Маттерхорн-Пик возможен без специального альпинистского снаряжения — свободным лазанием. Категория сложности самого простого маршрута восхождения — Class 2 по шкале YDS.

## Маттерхорн Пик в литературе
Джек Керуак описал восхождение на Маттерхорн Пик в книге «Бродяги Дхармы» (англ. The Dharma Bums).